# Bernama

Logo von BERNAMA

Bernama (malaiisch Berita Nasional Malaysia) ist die staatliche Nachrichtenagentur des Staates Malaysia. Sie wurde auf Grund eines Parlamentsbeschlusses aus dem Jahr 1967 ins Leben gerufen und nahm ein Jahr später die Arbeit auf. Im März 1998 wurde eine zusätzliche Internetpräsenz geschaltet; im September BERNAMA TV.
Die Nachrichtenagentur untersteht dem Ministry of Communication and Multimedia und hat ihren Hauptsitz in der Hauptstadt Kuala Lumpur. Weiterhin ist sie in allen malaysischen Bundesstaaten vertreten und unterhält Außenstellen in Washington, London, Manila, Neu-Delhi, Dhaka, Melbourne und Vancouver. Außerdem arbeiten Berichterstatter in Singapur und der indonesischen Hauptstadt Jakarta.
Die Führung der Nachrichtenagentur obliegt einem Aufsichtsrat (Board of Governors), der aus einem Vorsitzenden und jeweils maximal sechs Repräsentanten malaysischer Zeitungen und der Bundesregierung besteht. Ein vom malaysischen Staatsoberhaupt (Yang di-Pertuan Agong) ernanntes fünfköpfiges Kontrollgremium (Supervisory Council) soll unter anderem objektive Berichterstattung gewährleisten. Dieses Gremium besteht aus einem Richter des Obersten Gerichtshofs, einem Repräsentanten der Regierung, einem Repräsentanten der Zeitungsbranche, dem Vizekanzler einer beliebigen Universität Malaysias und einer weiteren Person.
Bemerkenswert ist, dass die Zeitungen direkt oder indirekt durch einzelne Mitglieder der politischen Koalition Barisan Nasional gehalten werden. Dies führt dazu, dass auch bei Bernama ein deutlicher Einfluss (Kontrolle) von Barisan Nasional deutlich wird. Immer wieder kommt es zu Veröffentlichungen durch Bernama, die in demokratischeren Ländern in dieser Form nur von der Pressestelle der jeweiligen Partei veröffentlicht werden. Alles in allem trägt auch Bernama dazu bei, dass malaiische Staatsbürger primär mit zensierten bzw. regierungsfreundlichen Informationen versorgt werden.
Bernama besitzt die Exklusivrechte zur Verbreitung von Wirtschaftsdaten, Nachrichtenbildern und anderem Material über die Printmedien.